# Wydawnictwo Naukowe PWN
Wydawnictwo Naukowe PWN (Państwowe Wydawnictwo Naukowe) ist ein polnischer Wissenschaftsverlag.
Der führende polnische Verlag für Fachliteratur, Schulbücher, Enzyklopädien, Lexika und Wörterbücher wurde 1951 als Staatsverlag gegründet und 1992 privatisiert. Er ist Herausgeber der umfangreichsten polnischen Enzyklopädie in 30 Bänden (bis 2003 sind 18 Bände erschienen). Ebenso 2003 erfolgte eine Herausgabe der Überarbeitung des Polnischen Universalwörterbuchs mit beinahe 100.000 Stichwörtern. Seit 1951 veröffentlicht der Verlag die „Bibliothek der klassischen Philosophie“, bisher sind 194 Bände in der Serie erschienen.
Von 1957 bis 2008 war der Warschauer Młodziejowski-Palast Sitz des Verlages.